# Стайцеле
Стайцеле (латис. Staicele, нім. Staizel) — місто в Алойському краю Латвії.

## Назва
- Стайцеле (латис. Staicele;  вимова)
- Штайцель (нім. Staizel)

## Географія
Розташоване за 130 км від Риги, 62 км від Валміери, 45 км від Лимбажі і 30 км від Айнажі. Площа території міста — 5,16 км².
Стайцеле — місто лелек (латис. stārķis — лелека), що є головними символами міста.

## Пам'ятки
- Гніздо професора — гніздо, у якому народився символ Стайцеле — лелека.
- Експозиція кам'яної скульптури на відкритому повітрі. Пропонує можливість ознайомитися з роботами відомих скульпторів Латвії, створених з 1999 до 2000 рр.
- Пам'ятник відземським лівам — кам'яний човен із птахом. Скульптура символізує прикордонний камінь латишів, лівів і естонців